# アルトゥーロ・トスカニーニ・フィルハーモニー管弦楽団
アルトゥーロ・トスカニーニ・フィルハーモニー管弦楽団（Filarmonica Arturo Toscanini）は、イタリア・エミリア＝ロマーニャ州パルマに本拠地を置くオーケストラ。

## 概要
楽団は、アルトゥーロ・トスカニーニ財団により運営されていて、単にトスカニーニ・フィルハーモニー管弦楽団と呼ばれることもある。最近ではアメリカのニューヨークの世界最大の音楽マネージメント、コロンビア・アーティスト (CAMI) がマネージャーとして付くようになった。
2002年に、アルトゥーロ・トスカニーニ財団により設立され、ロリン・マゼール、ズービン・メータらの下で演奏を行った。団員の年齢は20代から40代までで、全員ソリストとして契約し、定期的な試験を通して選ばれている。パルマのコンサート・ホール「パガニーニ・アウディトリウム」を中心に定期演奏会を行っているほか、日本を始めとした世界ツアーを積極的に行っている。
この管弦楽団は、毎年ボローニャのドゥエ・アゴースト国際作曲コンクール (2 Agosto) の入賞者コンサートにも毎年出ていて、イタリア公共テレビRai 3（ライ・トレ）で8月の第1日曜日の9時から新作の現代音楽を観ることができ、そのほかでもローマ歌劇場のオーケストラと合唱などと合同でヴェルディの『レクイエム』などを無料で同地の市民のために演奏している。

## 首席指揮者
- アルペシュ・チャウハン (2017年～2020年)
- エンリコ・オノフリ (2020年～ )